# Ribeirão da Conceição
Ribeirão da Conceição är ett vattendrag i Brasilien.   Det ligger i delstaten Rio de Janeiro, i den sydöstra delen av landet, 900 km sydost om huvudstaden Brasília.
Omgivningarna runt Ribeirão da Conceição är huvudsakligen savann. Runt Ribeirão da Conceição är det ganska tätbefolkat, med 179 invånare per kvadratkilometer.